# Vale de São Domingos
Vale de São Domingos è un comune del Brasile nello Stato del Mato Grosso, parte della mesoregione del Sudoeste Mato-Grossense e della microregione dell'Alto Guaporé.